# Lit d'enfant

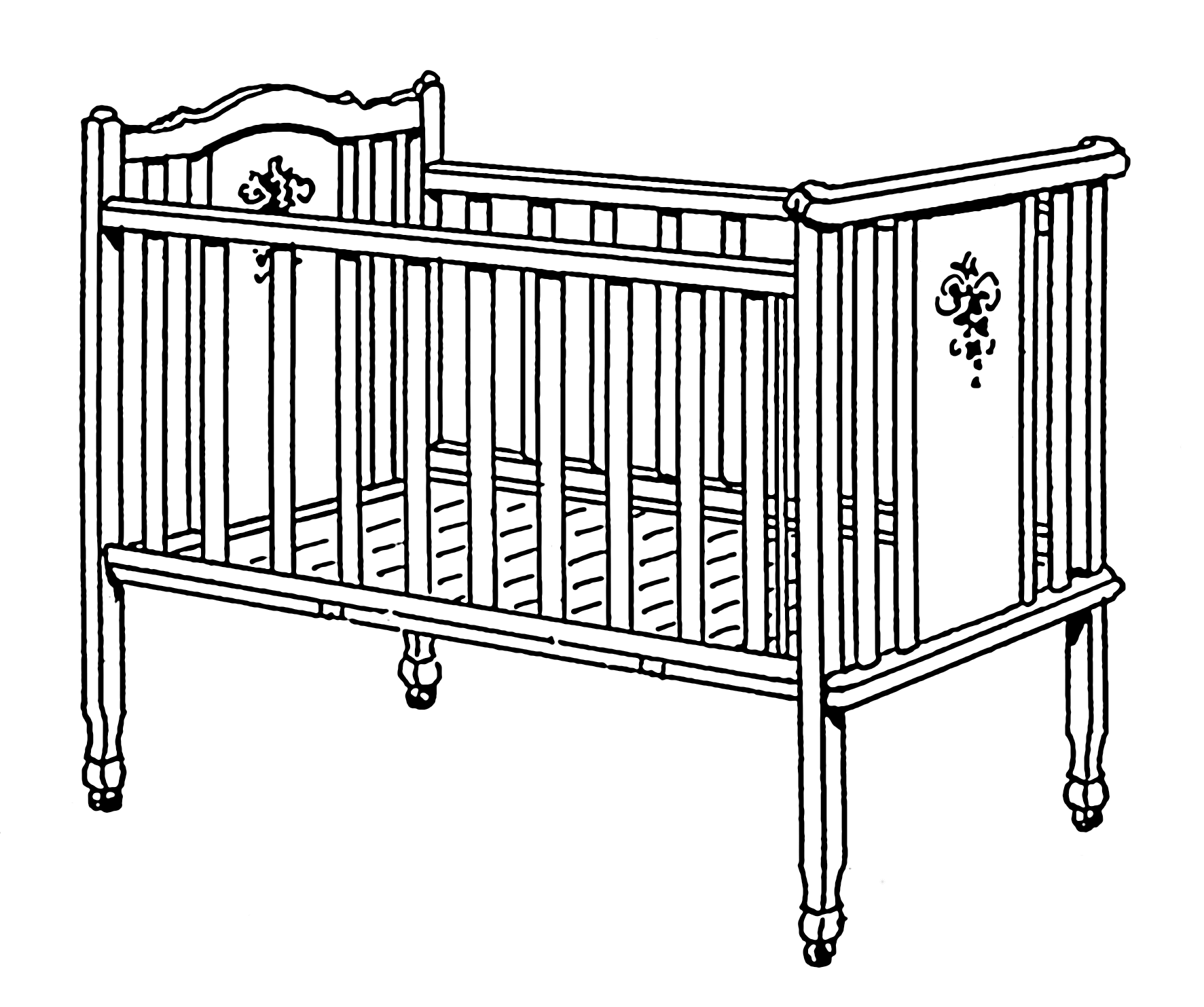
Lit d'enfant

Un lit d'enfant ou lit de bébé ou encore lit de nourrisson est un petit lit conçu pour les enfants en bas âge et les nourrissons. Le lit d'enfant est une conception récente, et permet d'empêcher les enfants pouvant se lever d'en sortir. À partir de deux ou trois ans, les enfants pouvant facilement escalader le lit, le lit pour enfant est souvent remplacé par un lit classique de petite taille. Le berceau est un type de lit d'enfant, qui a la particularité de pouvoir effectuer un mouvement de balancier.

## Galerie

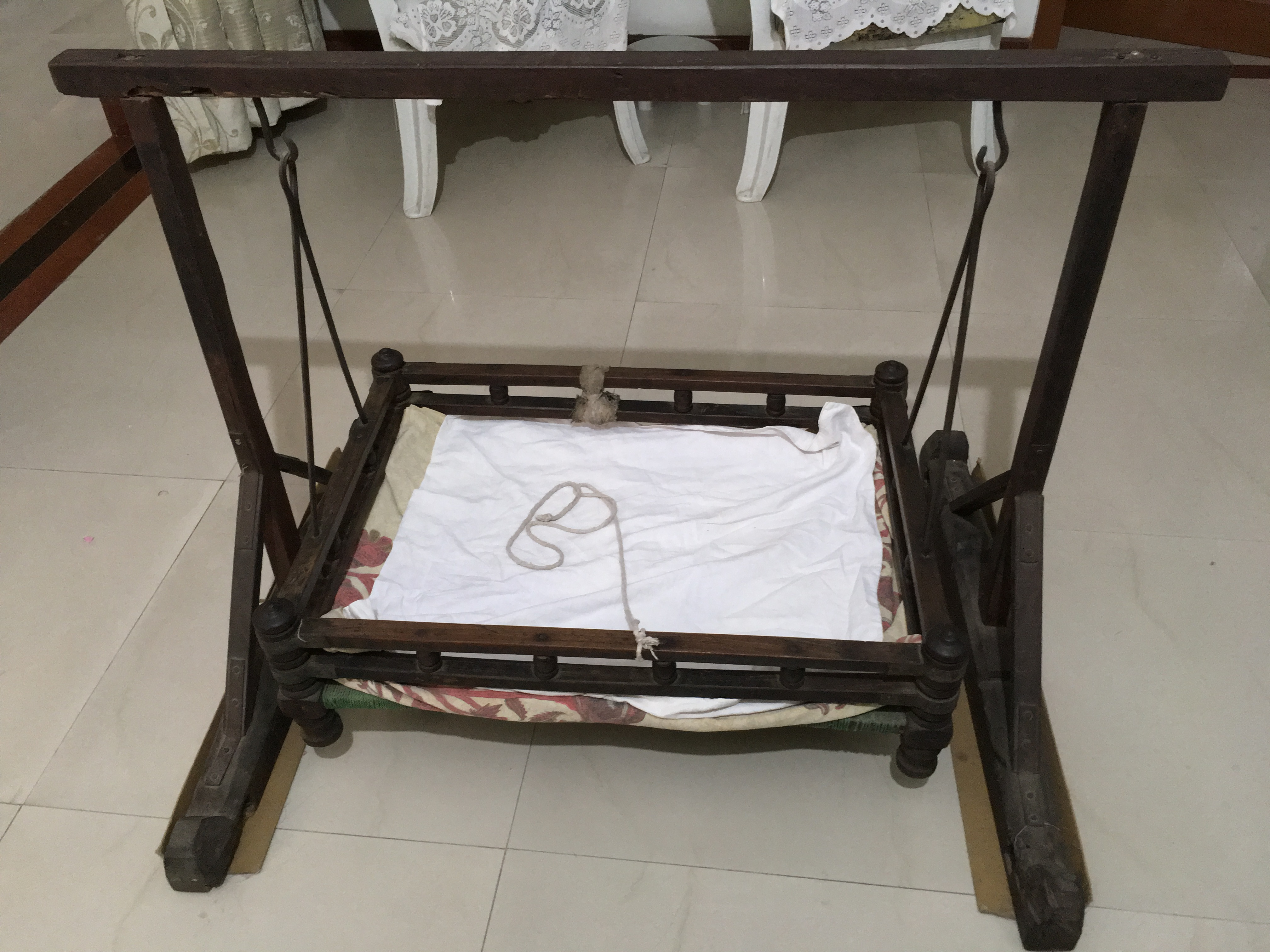
Un berceau en bois d'Inde
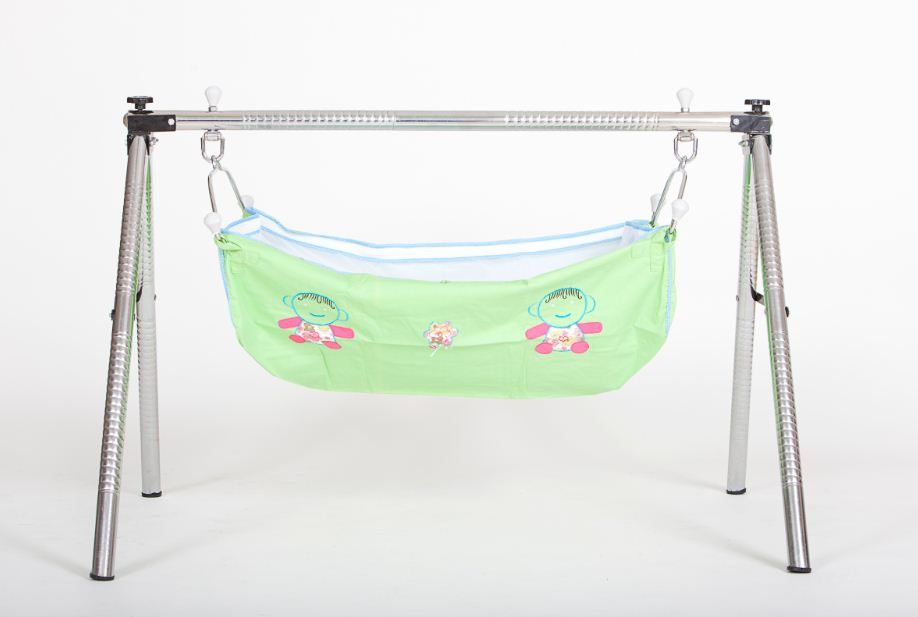
Le ghodiyu, berceau indien suspendu
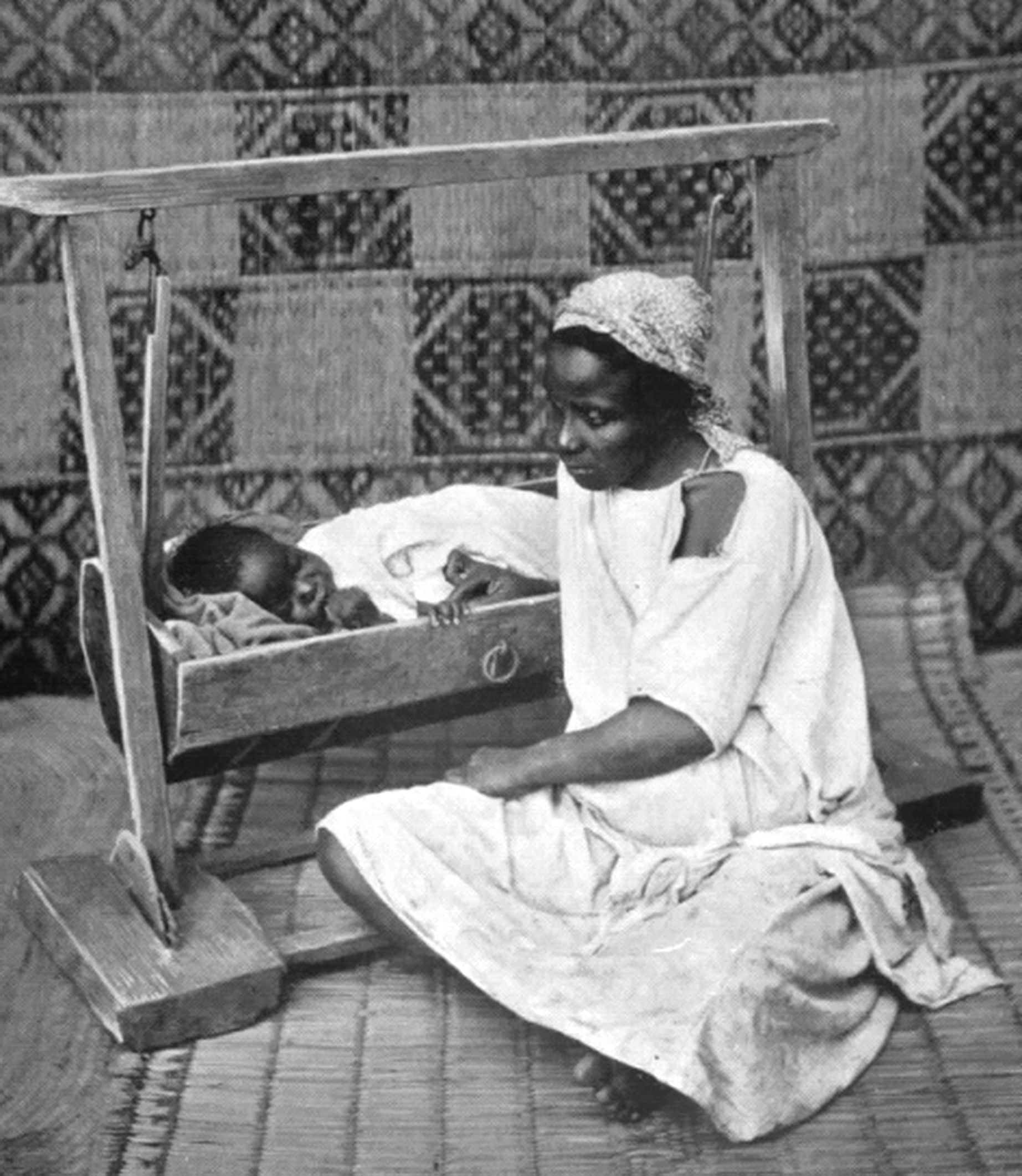
Berceau nord-africain
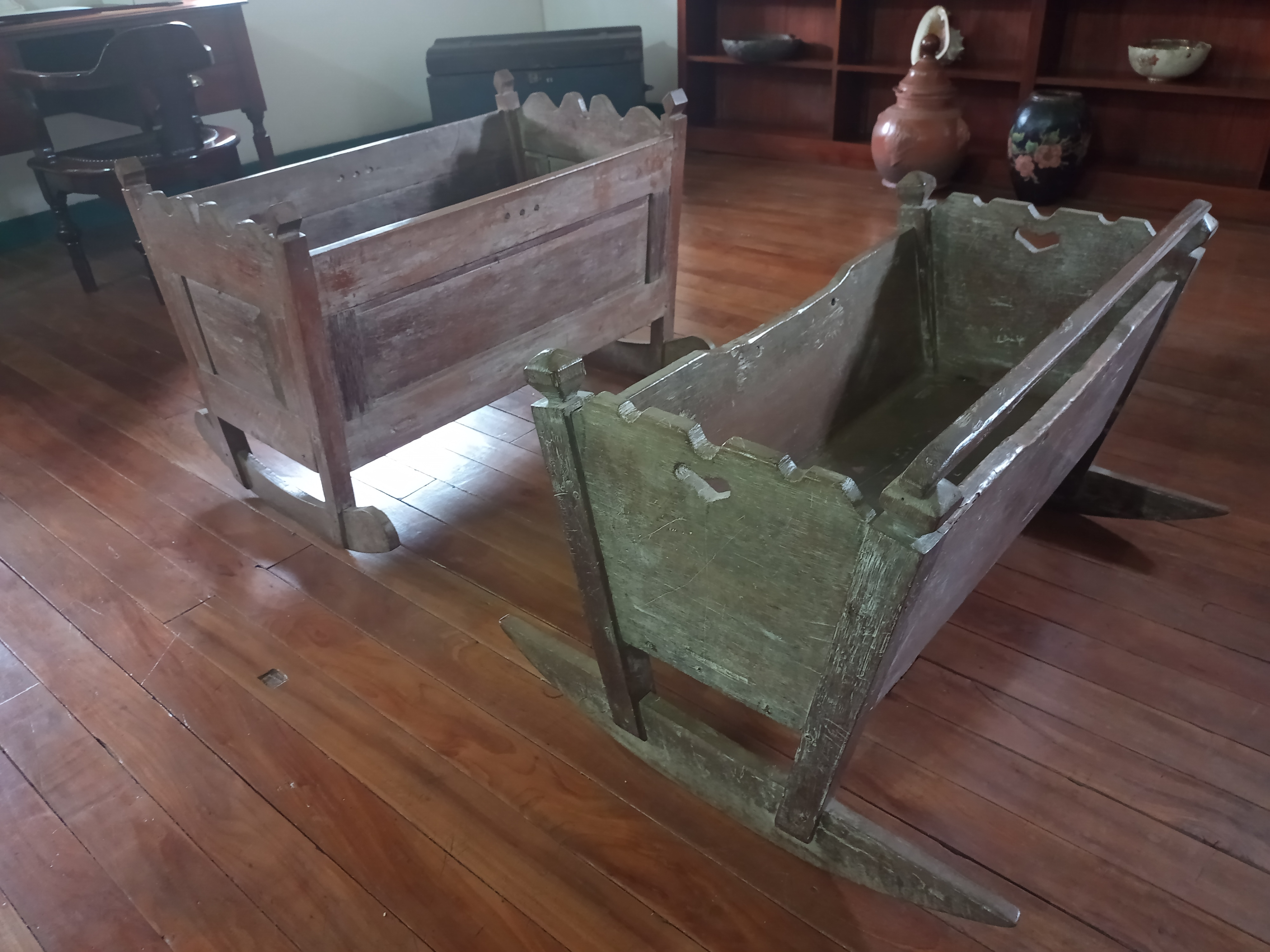